# Fala nyelv

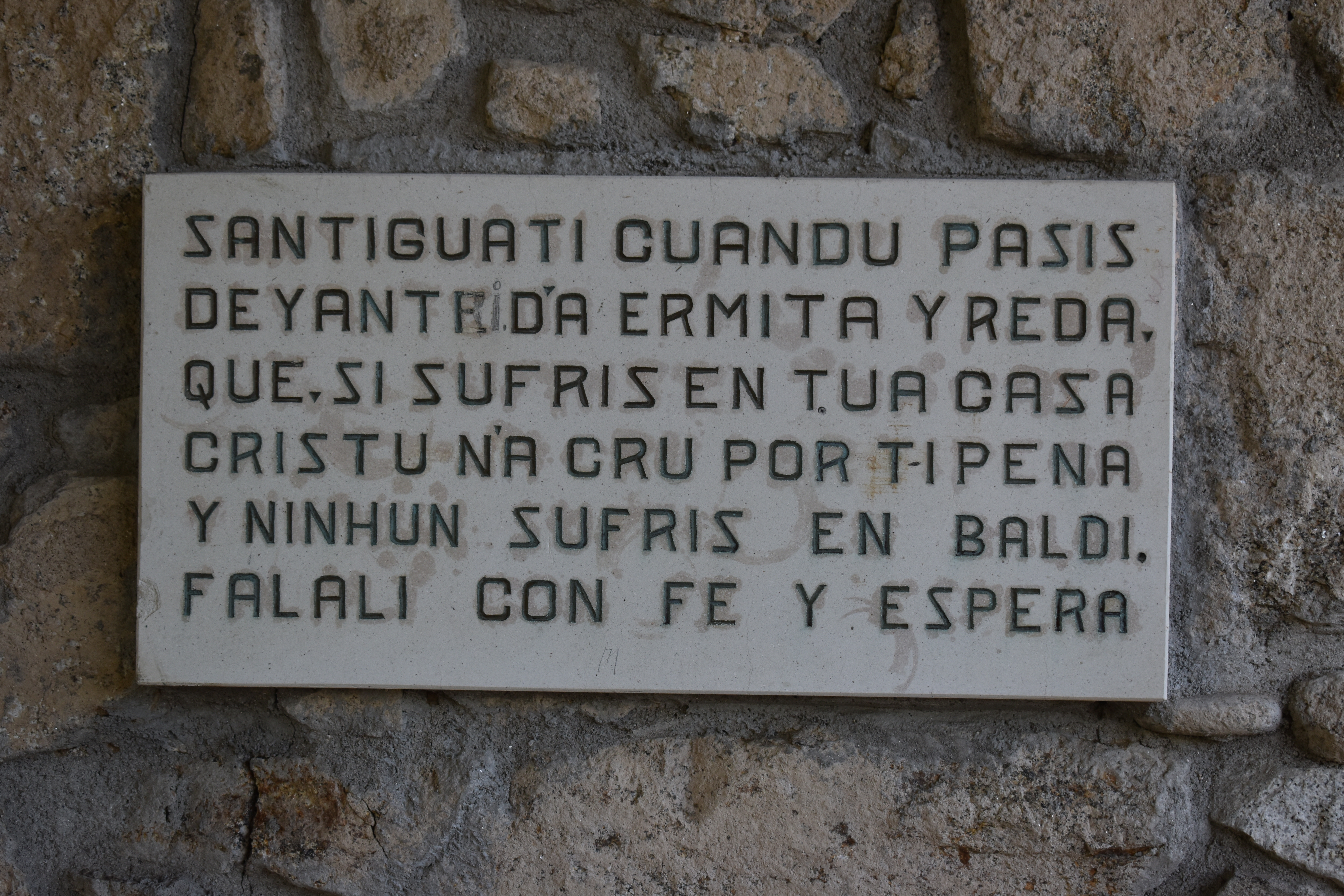
Egy fala nyelvű tábla San Martín de Trevejóban

A fala nyelv Extremadurában, Spanyolországban beszélt újlatin nyelvváltozat, amelyet a Cáceres tartományban található Jálama-völgy lakói használnak. A terület régies írásmódban Xálama, ezért nagyon gyakran xálamai nyelvként is szerepel (saját nevén xalimegu).
Falának nevezik az asztúriai eonaviai nyelvet is, amelynek az extremadurai falához csak annyi köze van, hogy mindkettő közel áll a galiciai nyelvhez (vagy éppen annak változatai). A eonaviai átmenetet képez az aszturleóni nyelv asztúriai változata és a galiciai között, míg a fala a galiciai, a leóni (annak is rebollali nyelvjárása), a portugál és az extremadurai kasztíliai spanyol nyelvjárás, a castúo sajátosságait viseli magán.
A falára nagyon hasonlítanak a salamancai La Alamedillában és a portugáliai Sabugal vidékén beszélt nyelvjárások is.

## Nyelvterület és beszélők
A Jálama-völgy Portugália szomszédságában fekszik, közel a Kasztília és Leónban található Salamanca tartományhoz. Többféle elnevezése is van, amelyeket a völgy különböző településein használnak a falára, így fala de xálima, xalimés, xalimegu, mañegu,  lagarteiru, valverdeiru, a fala d'acá, a nosa fala és chapurráu, bár ezek leginkább a különböző nyelvjárások nevei, ezért látják sokan indokoltnak a fala név alkalmazását. Azok a nyelvészek, akik a galiciai Extremadurában beszélt változatának tartják, egyszerűen extremadurai galiciai-nak nevezik.
A völgy három falujában 6 és 11 ezer fő között lehet a fala beszélőinek száma. Ezek a települések Eljas (As Ellas), Valverde del Fresno (Valverdi du Fresnu) és San Martín de Trevejo (Sa Martín de Trevellu).

## Hangtan
|              | Kétajakú | Labiodentális | Dentális | Fogmeder | Prepalatális | Palatális | Veláris |
| ------------ | -------- | ------------- | -------- | -------- | ------------ | --------- | ------- |
| Orrhang      | m        |               |          | n        |              | ɲ         | ŋ       |
| Zárhang      | p b      |               | t d      |          |              |           | k g     |
| Affrikáta    |          |               |          |          | t͡ʃ           |           |         |
| Réshang      | (β)      | f v           | (ð)      | s z      | ʃ ʒ          |           | (ɣ)     |
| Pergőhang    |          |               |          | r        |              |           |         |
| Legyintőhang |          |               |          | ɾ        |              |           |         |
| Közelítő     |          |               |          |          |              | j         | w       |
| Oldalsó hang |          |               |          | l        |              | ʎ         |         |

|              | Elülső | Hátsó |
| ------------ | ------ | ----- |
| Zárt         | i      | u     |
| Középső zárt | e      | o     |
| Nyitott      | a      | a     |

## Példák
| Latin   | Gallego | Fala  | Extremadurai | Portugál | Kasztíliai | Jelentése    |
| ------- | ------- | ----- | ------------ | -------- | ---------- | ------------ |
| hodie   | hoxe    | hoxii | hoy          | hoje     | hoy        | ma           |
| localem | lugar   | lugal | lugal        | lugar    | lugar      | hely         |
| dicere  | dicir   | izil  | izil         | dizer    | decir      | beszél, mond |
| oculus  | ollo    | ollu  | oju          | olho     | ojo        | szem         |
| aqua    | auga    | agua  | áugua        | água     | agua       | víz          |
| creare  | crear   | crial | crial        | criar    | crear      | csinál, tesz |

Idézet A kis herceg c. regényből:
| Galiciai | Fala | Spanyol | Portugál | Magyar |
| --- | --- | --- | --- | --- |
| ¡Ah, meu principiño, así fun comprendendo eu, pouquiño a pouco, a túa vidiña melancólica! Durante moito tempo non tiveches outra distracción que a dozura que sentías ó contemplar o solpor. Aprendín este novo detalle cando na mañá do cuarto día me dixeches: Gústame moito o solpor. | ¡Ah!, principiñu, asina, poicu a poicu cumprindí a túa pequena vida melancólica. Duranti mutu tempu a túa única distracción foi a suavidái das postas de sol. M' entirí d' esti novu detalli na miñán du cuartu día, cuandu m' endilgasti: M' encantan as postas de sol. | ¡Ah, principito! Así, poco a poco, comprendí tu pequeña vida melancólica. Durante mucho tiempo tu única distracción fue la suavidad de las puestas de sol. Me enteré de este nuevo detalle, en la mañana del cuarto día, cuando me dijiste: Me encantan las puestas de sol. | Ah, principezinho! Assim, fui conhecendo, aos poucos, a tua melancólica vidinha! Durante muito tempo, a tua única distracção foi a beleza dos crepúsculos. Fiquei a sabê-lo na manhã do quarto dia, quando me disseste: Gosto muito dos pores-do-sol. | Ó, kis herceg, lassan-lassan megértettem a te kis mélabús életedet! Hosszú időn át egyedüli szórakozásod a naplementék csendes bája volt. Életednek ezt az új részletét a negyedik nap reggelén tudtam meg, amikor így szóltál hozzám: Szeretem a naplementéket. |

## Elméletek a fala eredetéről

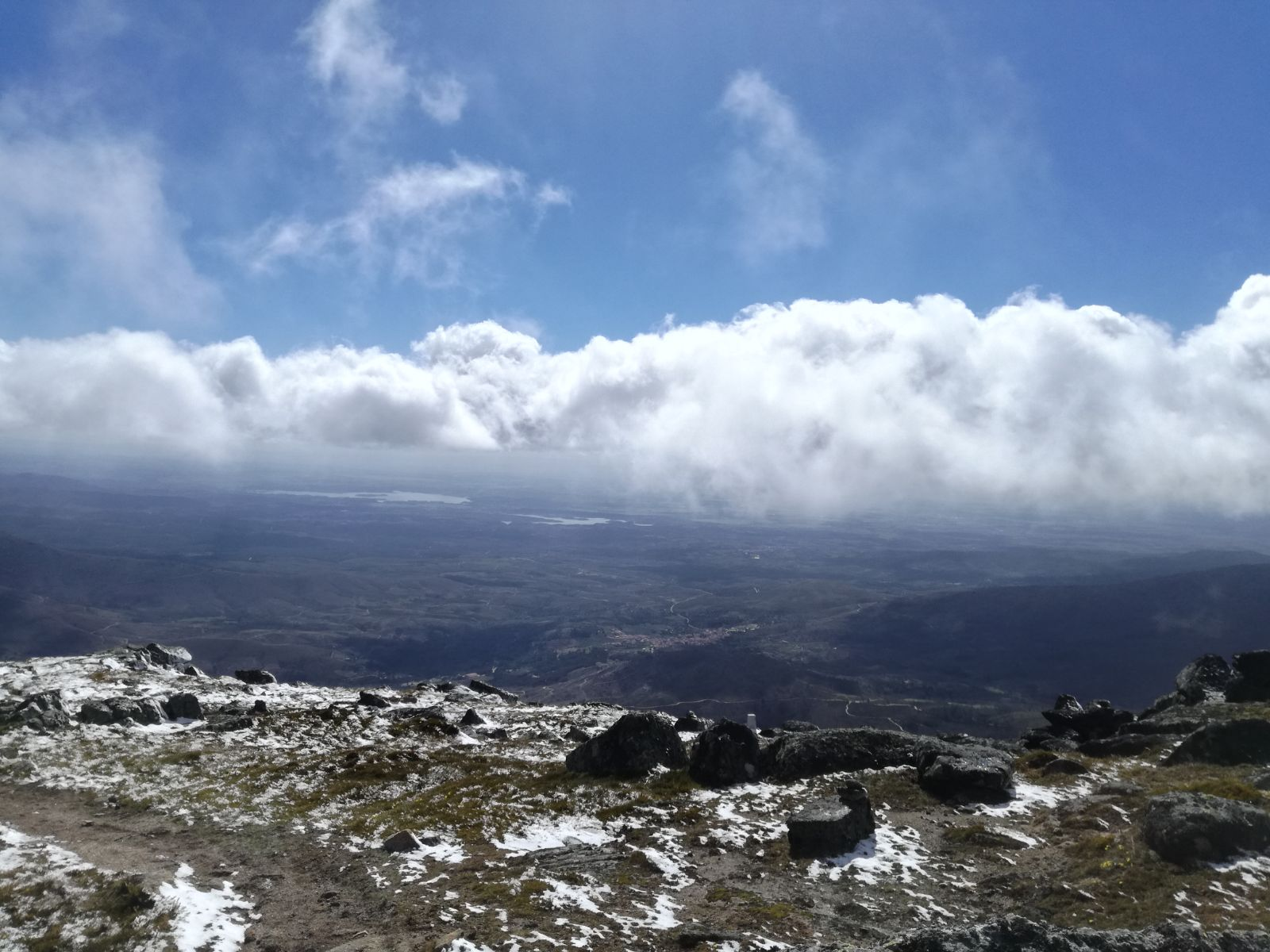
A Jálama-völgy

A Jálama-völgyben beszélt nyelvváltozattal (vagy nyelvjárással) az 1840-es évek óta foglalkoznak nyelvészeti és dialektológiai munkák. A leírások szerint a három település lakói ókasztíliai nyelvjárást beszélnek, amelyben portugál szavakat használnak. Hozzáteszik, hogy kívülálló számára ez a nyelvjárás nehezen érthető. Federico de Onís 1930-ban publikált munkáiban azonban úgy vélekedett, hogy a Jálama-völgyben portugál nyelvjárást beszélnek, amelynek sok közös vonása van a leóni nyelvvel.
A nyelvészet mai álláspontja sem egységes: az egyik tábor szerint a fala átmenetet képez a portugál és az aszturleóni leóni változata között, addig a másik tábor galiciai nyelvváltozatnak tartja leóni hatásokkal (ez utóbbi mellett van, hogy a szókincs javarészt galiciai illetve portugál eredetű).
Még maguk a beszélők is megosztottak a fala besorolását illetően. Egy 1993-as felmérés szerint a megkérdezettek csupán 13%-a mondta azt, hogy a fala a kasztíliai spanyolhoz állna közel, míg 20%-uk vélte úgy, hogy inkább portugál. A többség (67%) úgy vélekedett, hogy a fala külön nyelv. Megjegyzendő, hogy a felmérésnél a gallego nyelv nem szerepelt a válaszadási lehetőségek között.
Egy másik, 1994-ben végzett felmérés szerint a fala beszélőinek 80%-a beszéli és használja a kasztíliai spanyolt, de otthoni környezetben a fala domináns.
Arról, hogy a fala nyelv milyen körülmények között jött létre, legfeljebb csak találgatások vannak. Történelmi dokumentáció híján csak feltételezik, hogy a Jálama-völgy lakói eredetileg portugál nyelvűek voltak, mígnem galiciai telepesek érkeztek a vidékre, akiket talán a középkori Leóni Királyság telepített le. Az új lakók keveredtek a helyiekkel és a leóniakkal, majd a völgy nyelvjárása elszigetelődve formálódott. Ennek a lehetőségnek a legfőbb támogatói azok, akik szerint a fala a galiciai nyelvhez köthető.
Mások elvetik ezt az elgondolást és úgy vélik, hogy a Jálama-völgy nem volt elszigetelt, mivel a környező államok, így Portugália, León és Kasztília még a 17. században is igényt formáltak rá, ezalatt gyakoriak voltak a telepítések is, továbbá a lakosság aktív kapcsolatot ápolt a szomszédaival, így a fala is inkább ennek a folyamatnak nyomán alakult ki.

## Helyzete

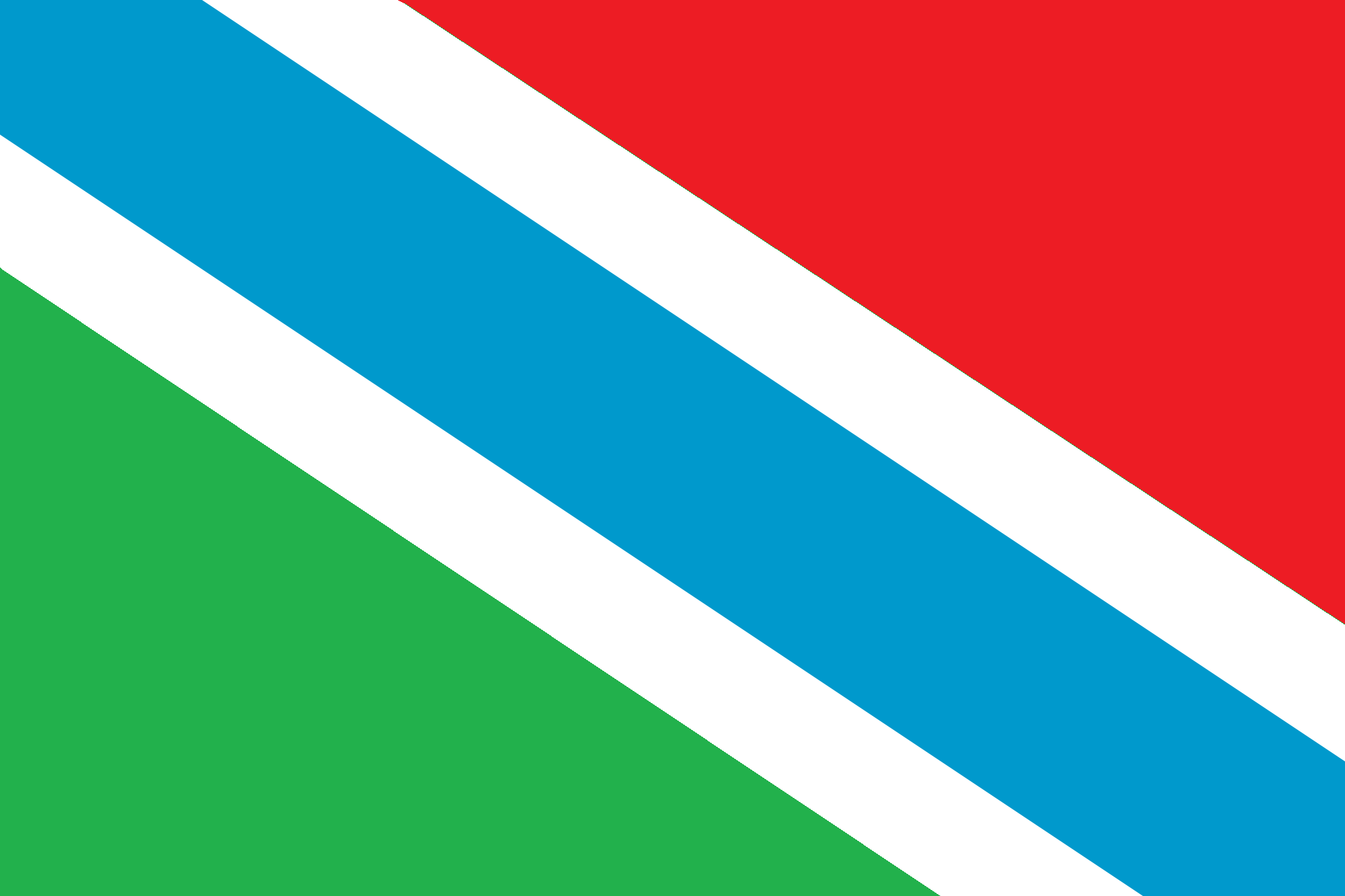
Jálama zászlaja

A fala nyelvű irodalom nagyon fiatal. Az első könyvet csak 1998-ban adta ki Isabel López Lajas Seis sainetes valverdeiros címmel, valverdei nyelvjárásban. 1992. augusztus 3-án létrehozták a Fala i Cultura elnevezésű egyesületet, melynek célja az irodalmi nyelv kialakítása, ehhez pedig irányadó a galiciai irodalmi nyelv.
1999 óta folyamatosan születnek értekezések a faláról és tartanak tudományos kongresszusokat. Extremadura autonóm közösségének kulturális ügyi minisztériuma különösen jelentősnek sorolta be a falát és 2001. március 27-én a védelme érdekében rendeletet tett közzé. A fala külön nyelvi kódot is kapott a Nemzetközi Szabványügyi Szervezettől. A három településen már kétnyelvű (fala-spanyol) táblák is kihelyezésre kerültek.
A nyelvészek viszont borúlátók a fala fennmaradását illetően. Egyrészt a fejletlen völgy lakossága a jobb megélhetés reményében elvándorol, helyben pedig csak idősek maradnak. A fiatalabb generáció a spanyol nyelvű média túlsúlyának hatása alatt van, így egyre kevesebb eredeti fala kifejezést használ.
A fala hovatartozása és besorolása a mai napig vita tárgya. Galiciában a gallego extremadurai dialektusának tekintik, ezért a terület autonóm kormánya arra törekszik, hogy a Jálama-völgyben a galiciai nyelvet oktassák, amit Extremadura autonóm kormánya elutasít. Domingo Frades Gaspar költő, a Fala i cultura elnöke, aki az ötlet támogatója volt, ezért is törekedett átvenni a galiciai helyesírást a fala sztenderdizálásánál, továbbá levelező tagja volt a galiciait szabályozó Galiciai Királyi Akadémiának is.